# محمد البوحيري
محمد البوحيري (بالإنجليزية: Mohamed Al-Bouhairi)‏ (مواليد 4 أبريل 1952) هو رياضي ألعاب قوى سعودي، مختص في مسابقة الوثب الثلاثي. مثل السعودية في منافسات الوثب الثلاثي رجال في أولمبياد صيف 1976، وأُقصي من الدور التأهيلي بعد تسجيله قفزة بطول 13.85 متر وحلوله في المركز ال23 في الترتيب النهائي. أفضل قفزة للعداء كانت 15.53 متر حققها سنة 1977.

## المشاركات

### الألعاب الأولمبية الصيفية
| العام             | المسابقة          | المكان            | المركز                 | حدث                  | ملاحظة            |
| يُنافس لـ السعودية | يُنافس لـ السعودية | يُنافس لـ السعودية | يُنافس لـ السعودية      | يُنافس لـ السعودية    | يُنافس لـ السعودية |
| ----------------- | ----------------- | ----------------- | ---------------------- | -------------------- | ----------------- |
| 1976              | أولمبياد 1976     | مونتريال          | 23 (المرحلة التأهيلية) | الوثب الثلاثي (رجال) | 13.85             |

#### تفاصيل
| التاريخ       | الترتيب | الترتيب النهائي | الرياضي                  | السن   | الدور          | المجموعة              | النتيجة   | ملاحظات |
| ------------- | ------- | --------------- | ------------------------ | ------ | -------------- | --------------------- | --------- | ------- |
| 29 يوليو 1976 | 23      | 23              | محمد البوحيري (السعودية) | 24 سنة | الدور التأهيلي | المجموعة ب            | 13.85 متر |         |
| 29 يوليو 1976 | 11      | 23              | محمد البوحيري (السعودية) | 24 سنة | الدور التأهيلي | المجموعة ب المحاولة 1 | 13.85 متر |         |
| 29 يوليو 1976 | 11      | 23              | محمد البوحيري (السعودية) | 24 سنة | الدور التأهيلي | المجموعة ب المحاولة 2 | 13.85 متر |         |
| 29 يوليو 1976 | 11      | 23              | محمد البوحيري (السعودية) | 24 سنة | الدور التأهيلي | المجموعة ب المحاولة 3 | خطأ       |         |

## أرقام شخصية
| المسابقة      | الرقم | التاريخ |
| ------------- | ----- | ------- |
| الوثب الثلاثي | 15.53 | 1977    |

## روابط خارجية
- محمد البوحيري على موقع أوليمبيديا (الإنجليزية)